# Стеклова, Любовь Александровна
Любовь Александровна Стеклова (1 августа 1929, Неберджаевская, Нижнебаканское сельское поселение — 16 июня 2002, Мысхако, Краснодарский край) — звеньевая виноградарского совхоза «Малая земля» Министерства пищевой промышленности СССР, город Новороссийск Краснодарского края. Герой Социалистического Труда.

## Биография
Родилась в 1929 году в станице Неберджаевская Крымского района Краснодарского края. Русская.
В посёлок Мысхако близ Новороссийска 14-летняя Люба Стеклова приехала вместе с матерью после его освобождения и помогала рабочим засыпать воронки от бомб, очищать землю от железа, подвязывать виноградные кусты. После окончания войны была зачислена в штат совхоза.
Осенью 1946 года она окончила агрономические курсы и получила профессию обрезчицы.
Весной 1947 года возглавила комсомольское звено, труженики которого в 1948 году на площади 22,15 гектара собрали урожай по 42,97 центнера винограда с гектара, перевыполнив план на 127,7 процента.
Указом Президиума Верховного Совета СССР от 5 октября 1949 года за получение высокого урожая винограда при выполнении виноградарскими совхозами плана сдачи государству сельскохозяйственных продуктов в 1948 году и обеспеченности семенами всех культур в размере полной потребности для весеннего сева 1949 года Стекловой Любови Александровне присвоено звание Героя Социалистического Труда с вручением ордена Ленина и золотой медали «Серп и Молот».
С 1950 года работала бригадиром виноградарской бригады в совхозе «Малая земля» (Мысхакский сельсовет Верхнебаканского района).
Избиралась делегатом Всесоюзной конференции сторонников мира (1952).
В 1974—1982 годах — секретарь профсоюзного комитета совхоза «Малая земля», избиралась делегатом съездов профсоюзов СССР.
Скончалась в 2002 году.

## Награды
- Золотая медаль «Серп и Молот» (05.10.1949);
- Орден Ленина (05.10.1949)
- Орден Ленина (26.09.1950)
- Орден Ленина (27.08.1951)
- Медаль «За трудовую доблесть»
- Медаль «В ознаменование 100-летия со дня рождения Владимира Ильича Ленина» (6 апреля 1970)
- другие медали

## Память
В Краснодаре установлена мемориальная доска с именами Героев Социалистического Труда Кубани и Адыгеи.